# للا مریم مراکش
شاهدخت للا مریم مراکش (عربی: الأمیرة للا مریم) خواهر پادشاه کنونی مراکش، محمد ششم و دختر پادشاه سابق آن، حسن دوم است.